# كانا يوكي
كانا يوكي (باليابانية: 優木かな؛ بالكانا: ゆうき かな) هي مؤدية صوت يابانية، ولدت في 10 مارس 1987 في كاناغاوا في اليابان.

## وصلات خارجية
- كانا يوكي على موقع ميوزك برينز (الإنجليزية)